# Vidua larvaticola
Vidua larvaticola là một loài chim trong họ Viduidae.